# Anscottiella
Anscottiella is een geslacht van kreeftachtigen uit de klasse van de Ostracoda (mosselkreeftjes).

## Soorten
- Anscottiella crispata (Scott, 1905) Kornicker, 1975
- Anscottiella tumidicosta Hall, 1987
- Anscottiella vertex Kornicker, 1991

Niet geaccepteerde soorten:
- Anscottiella gracilis geaccepteerd als Junctichela gracilis (Scott, 1905)
- Anscottiella setifera geaccepteerd als Eurypylus setifer (Poulsen, 1965)
- Anscottiella similis geaccepteerd als Junctichela similis (Scott, 1905)